# Quelque chose a survécu...
Albums de Ärsenik
Quelques gouttes suffisent...
(1998)
Quelque chose a survécu... est le deuxième album studio du duo Ärsenik, sorti en 2002.

## Liste des titres
1. Quelque chose a survécu
2. P.O.I.S.O.N.
3. P°°°°° de poésie
4. J't'emmerde
5. Rue de la haine
6. Les anges aux poings serrés
7. Regarde le monde
8. Monsieur qui ?
9. Rester vivant (feat Makwa)
10. Pousse les watts
11. Thérapie de groupe (feat. T.Killa & Kazkami) (avec la participation de Med Hondo)
12. On n'a plus trop de temps
13. Ghetto blaster
14. Paradis assassiné
15. Shaolin/6e chaudron (Remix) (feat. RZA)
16. 2.0.0.2. (Beats monstres)
Titre bonus
17. J't'emmerde (Remix) (feat. Ghetto Supastars)

## Singles
1. Shaolin/6e chaudron (Remix) (feat. RZA) [1]
2. J't'emmerde
3. P.O.I.S.O.N.
4. Regarde Le Monde

## Samples
- Regarde le monde contient des samples de I Forgot to Be Your Lover de William Bell[2]
- Rue De La Haine contient des samples de Dedicated to the One I Love de The Temprees et de (If Loving You Is Wrong) I Don't Want to Be Right de Millie Jackson. Le sample des Temprees est également présent dans 2.0.0.2. (Beats monstres)
- Thérapie De Groupe contient un sample de The Prophet des Temptations.
- Rester Vivant contient un sample de The Payback de James Brown.
- Pousse Les Watts contient un sample de More Bounce to the Ounce de Zapp.

## Anecdotes
- Dans sa chanson J't'emmerde sortie en 2003, MC Jean Gab'1 accuse le duo d'Ärsenik de lui avoir pompé J't'emmerde.
- L'auteur du remix du titre Bienvenue au 6e chaudron n'est autre que RZA du Wu-Tang Clan, qui avait déjà collaboré avec des membres du Secteur Ä.